# Snelland
Snelland is een civil parish in het bestuurlijke gebied West Lindsey, in het Engelse graafschap Lincolnshire. In 2001 telde het dorp 91 inwoners. De civil parish omvat ook het gehucht Swinthorpe, waar zich een verlaten middeleeuwse nederzetting bevindt. Snelland staat in het Domesday Book uit 1086 vermeld als Sneleslunt, met 7 huishoudens en een oppervlakte van minder dan 10 hectare.